# Olympische Jugend-Winterspiele 2016/Teilnehmer (Estland)
| Gelbes Symbol für Goldmedaillen mit stilisierten Olympischen Ringen | Graues Symbol für Silbermedaillen mit stilisierten Olympischen Ringen | Braundes Symbol für Bronzemedaillen mit stilisierten Olympischen Ringen |
| ------------------------------------------------------------------- | --------------------------------------------------------------------- | ----------------------------------------------------------------------- |
| —                                                                   | —                                                                     | —                                                                       |

Estland nahm an den Olympischen Jugend-Winterspielen 2016 in Lillehammer mit 17 Athleten in acht Sportarten teil.

## Sportarten

### Biathlon
| Athleten                                                 | Wettbewerb           | Zeit (Schießfehler) | Rang |
| -------------------------------------------------------- | -------------------- | ------------------- | ---- |
| Jungen                                                   |                      |                     |      |
| Robert Heldna                                            | 7,5 km Sprint        | 19:37,0 min (1)     | 5    |
| Robert Heldna                                            | 10 km Verfolgung     | 30:55,9 min (6)     | 9    |
| Mart Vsivtsev                                            | 7,5 km Sprint        | 21:35,8 min (4)     | 33   |
| Mart Vsivtsev                                            | 10 km Verfolgung     | 34:40,7 min (7)     | 36   |
| Mädchen                                                  |                      |                     |      |
| Hanna Moor                                               | 6 km Sprint          | 21:20,7 (2)         | 38   |
| Hanna Moor                                               | 7,5 km Verfolgung    | 35:53,7 min (12)    | 46   |
| Anneliis Viilukas                                        | 6 km Sprint          | 19:52,9 min (3)     | 18   |
| Anneliis Viilukas                                        | 7,5 km Verfolgung    | 27:43,9 min (4)     | 19   |
| Gemischt                                                 |                      |                     |      |
| Anneliis Viilukas Robert Heldna                          | Single Mixed-Staffel | 47:29,8 min (9+18)  | 22   |
| Hanna Moor Anneliis Viilukas Mart Vsivtsev Robert Heldna | Mixed-Staffel        | 1:30:58,1 h (8+16)  | 17   |

### Curling
| Athleten                                                      | Wettbewerb | Gruppenrunde | Gruppenrunde | Viertelfinale      | Viertelfinale      | Halbfinale         | Halbfinale         | Finale             | Finale             | Finale             |
| Athleten                                                      | Wettbewerb | Siege        | Niederlagen  | Gegner             | Ergebnis           | Gegner             | Ergebnis           | Gegner             | Ergebnis           | Rang               |
| ------------------------------------------------------------- | ---------- | ------------ | ------------ | ------------------ | ------------------ | ------------------ | ------------------ | ------------------ | ------------------ | ------------------ |
| Gemischt                                                      |            |              |              |                    |                    |                    |                    |                    |                    |                    |
| Jarl Guštšin Kristin Laidsalu Eiko-Siim Peips Britta Sillaots | Team       | 1            | 6            | nicht qualifiziert | nicht qualifiziert | nicht qualifiziert | nicht qualifiziert | nicht qualifiziert | nicht qualifiziert | nicht qualifiziert |

### Eiskunstlauf
| Athleten                        | Wettbewerb | Kurzprogramm | Kurzprogramm | Freier Tanz | Freier Tanz | Gesamt | Gesamt |
| Athleten                        | Wettbewerb | Punkte       | Rang         | Punkte      | Rang        | Punkte | Rang   |
| ------------------------------- | ---------- | ------------ | ------------ | ----------- | ----------- | ------ | ------ |
| Mädchen                         |            |              |              |             |             |        |        |
| Viktoria Semenjuk Artur Gruzdev | Eistanz    | 40,06        | 10           | 58,54       | 10          | 98,60  | 10     |

### Eisschnelllauf
| Athleten        | Wettbewerb  | Durchgang 1 | Durchgang 1 | Durchgang 2 | Durchgang 2 | Gesamt      | Gesamt |
| Athleten        | Wettbewerb  | Zeit        | Rang        | Zeit        | Rang        | Zeit        | Rang   |
| --------------- | ----------- | ----------- | ----------- | ----------- | ----------- | ----------- | ------ |
| Jungen          |             |             |             |             |             |             |        |
| Kaspar Kaljuvee | 500 m       | 38,55 s     | 19          | 38,79 s     | 24          | 77,34 s     | 24     |
| Kaspar Kaljuvee | 1500 m      |             |             |             |             | 1:57,77 min | 21     |
| Kaspar Kaljuvee | Massenstart |             |             |             |             | 5:53,47 min | 11     |
| Kermo Voitka    | 500 m       | 38,89 s     | 27          | 39,91 s     | 27          | 79,81 s     | 27     |
| Kermo Voitka    | 1500 m      |             |             |             |             | 2:05,30 min | 27     |
| Kermo Voitka    | Massenstart |             |             |             |             | 5:58,28 min | 22     |

### Nordische Kombination
| Athleten      | Wettbewerb                    | Skispringen | Skispringen | Skispringen | Skispringen   | Langlauf    | Langlauf |
| Athleten      | Wettbewerb                    | Weite       | Punkte      | Rang        | Zeitrückstand | Zeit        | Rang     |
| ------------- | ----------------------------- | ----------- | ----------- | ----------- | ------------- | ----------- | -------- |
| Jungen        |                               |             |             |             |               |             |          |
| Andreas Ilves | Normalschanze / 5 km Langlauf | 85,5 m      | 99,0        | 14          | 2:11 min      | 15:19,0 min | 13       |

### Ski Alpin
| Mädchen           |              |             |    |             |    |             |    |
| Anna Lotta Jõgeva | Super-G      |             |    |             |    | 1:24,50 min | 35 |
| Anna Lotta Jõgeva | Riesenslalom | 1:37,57 min | 39 | 1:32,54 min | 33 | 3:10,11 min | 33 |
| Anna Lotta Jõgeva | Slalom       | 1:09,98 min | 35 | 1:05,92 min | 30 | 2:15,90 min | 30 |
| Anna Lotta Jõgeva | Kombination  | 1:26,07 min | 33 | 56,17 s     | 24 | 2:22,24 min | 24 |

### Skilanglauf
| Athleten        | Wettbewerb       | Qualifikation | Qualifikation | Viertelfinale | Viertelfinale | Halbfinale         | Halbfinale         | Finale             | Finale             |
| Athleten        | Wettbewerb       | Zeit          | Rang          | Zeit          | Rang          | Zeit               | Rang               | Zeit               | Rang               |
| --------------- | ---------------- | ------------- | ------------- | ------------- | ------------- | ------------------ | ------------------ | ------------------ | ------------------ |
| Jungen          |                  |               |               |               |               |                    |                    |                    |                    |
| Kaarel Karri    | Cross            | 3:16,73 min   | 22            |               |               | 3:14,44 min        | 8                  | nicht qualifiziert | nicht qualifiziert |
| Kaarel Karri    | Sprint klassisch | 3:07,51 min   | 14            | 3:03,67 min   | 4             | nicht qualifiziert | nicht qualifiziert | nicht qualifiziert | nicht qualifiziert |
| Kaarel Karri    | 10 km Freistil   |               |               |               |               |                    |                    | 26:19,6 min        | 29                 |
| Mädchen         |                  |               |               |               |               |                    |                    |                    |                    |
| Stine-Lise Truu | Cross            | 3:52,30 min   | 22            |               |               | 3:52,58 min        | 9                  | nicht qualifiziert | nicht qualifiziert |
| Stine-Lise Truu | Sprint klassisch | 3:37,30 min   | 11            | 3:31,08 min   | 3             | 3:34,62 min        | 6                  | nicht qualifiziert | nicht qualifiziert |
| Stine-Lise Truu | 5 km Freistil    |               |               |               |               |                    |                    | 14:16,3 min        | 18                 |

### Skispringen
| Athleten    | Wettbewerb    | Erste Runde | Erste Runde | Erste Runde | Finale | Finale | Finale | Gesamt | Gesamt |
| Athleten    | Wettbewerb    | Weite       | Punkte      | Rang        | Weite  | Punkte | Rang   | Punkte | Rang   |
| ----------- | ------------- | ----------- | ----------- | ----------- | ------ | ------ | ------ | ------ | ------ |
| Jungen      |               |             |             |             |        |        |        |        |        |
| Artti Aigro | Normalschanze | 83,0 m      | 87,9        | 16          | 79,0 m | 82,5   | 16     | 170,4  | 16     |